# Větrníky
Větrníky este o arie protejată (arie specială de conservare — SAC, sit de importanță comunitară — SCI) din Republica Cehă întinsă pe o suprafață de 32,35 ha, integral pe uscat.

## Localizare
Centrul sitului Větrníky este situat la coordonatele 49°11′45″N 16°58′49″E / 49.195833°N 16.980278°E.

## Înființare
Situl Větrníky a fost declarat sit de importanță comunitară în decembrie 2007 pentru a proteja un număr necunoscut de specii din flora spontană și fauna sălbatică aflate în arealul zonei. Situl a fost protejat și ca arie specială de conservare în decembrie 2019.

## Biodiversitate
Situată în ecoregiunile continentală și panonică, aria protejată conține 2 habitate naturale: Pajiști uscate seminaturale și facies de acoperire cu tufișuri pe substraturi calcaroase (Festuco-Brometalia) (* situri importante pentru orhidee), Pajiști stepice subpanonice.
La baza desemnării sitului se află un număr nedeclarat de specii protejate.